# Tam giai giáo
Tam giai giáo (zh. sānjiē-jiào 三階教, ja. sankaikyō), là "Giáo lý dành cho ba loại căn cơ", là một phong trào Phật giáo Trung Quốc được khởi dẫn bởi Tín Hành (chữ Hán: 信行, 540-594). Tam giai tương ưng với căn cơ khác nhau của chúng sinh, bao gồm: 
1. Căn cơ tu hành theo Nhất thừa, dành cho những người căn cơ tuyệt đỉnh;
2. Căn cơ thực hiện Tam thừa, dành cho những người tuy không thực hiện được Nhất thừa, nhưng vẫn có khả năng phán đoán chân chính, phân biệt đúng sai, và
3. Không có căn cơ, khả năng gì, hoặc căn cơ thấp kém nhất, phá giới, ôm ấp tà kiến.

Giáo lý dành cho hai loại căn cơ đầu được gọi là Biệt pháp (別法), giáo lý phân tích, phân biệt được chân ngụy và giáo lý dành cho loại căn cơ cuối được gọi là Phổ pháp (普法), lấy nguyên tắc "tất cả đều là Pháp thân" làm cơ sở, đặc biệt dành cho những chúng sinh căn cơ thấp kém, mù quáng từ lúc sinh ra (sinh manh 生盲), không có khả năng phân biệt thiện ác, chân ngụy.
Phái này chia giáo pháp của Phật ra ba giai đoạn: 
1. Giai đoạn Chính pháp, là lúc mọi người đều tuân thủ giáo pháp Phật, kéo dài khoảng 500 năm kể từ Phật nhập diệt;
2. Giai đoạn Tượng pháp, là lúc pháp bị lẫn lộn đúng sai, kéo dài khoảng 1000 năm;
3. Giai đoạn Mạt pháp, là lúc giáo pháp không còn ai tin và bị hủy diệt, giai đoạn này kéo dài 10.000 năm. Thời mạt pháp được xem là bắt đầu từ năm 550 sau Công nguyên và hiện nay còn kéo dài.

Tín Hành và các môn đệ cho rằng, chỉ môn phái của mình mới giữ đúng giáo pháp. Phái Tam giai chủ trương giữ nghiêm khắc Giới luật (sa. śīla), ép xác, khổ hạnh, chỉ ăn mỗi ngày một bữa. Giáo phái này công kích các phái khác, gọi các nhà cầm quyền là "chệch hướng" nên bị cấm năm 600, và khoảng năm 845 mới thật sự biến mất.
Theo Tín Hành thì Nhất thừa (tiếng Phạn: ekayāna) hay Phật thừa được giảng trong giai đoạn thứ nhất. Trong giai đoạn thứ hai thì Tam thừa (Thanh văn, Độc giác, Bồ Tát thừa) được truyền bá. Theo tông này, cả hai giai đoạn này đều có giới hạn. Giai đoạn thứ ba dành cho thời kì mạt pháp. Giáo lý phải thật toàn triệt và Tam giai giáo là đại diện.
Thời kì mạt pháp có đặc tính là con người chê bai giới luật, ngã theo tà đạo, không phân biệt tốt xấu, đúng sai. Theo phái này thì con người như thế nhất thiết phải tái sinh ở địa ngục, và một đời sống thiền định, phạm hạnh trong tu viện cũng không cứu được con người trong thời mạt pháp. Tông này chủ trương tu sống khổ hạnh, rời tu viện và sống với sự nghèo khổ của quần chúng. Quan điểm của phái này là mọi hiện tượng đều do Phật tính biến hiện ra, tất cả chúng sinh là "Phật sẽ thành". Nhằm biểu hiện quan điểm này, đệ tử phái này hay quỳ lạy những người chẳng quen biết ngoài đường ngoài chợ, thậm chí quỳ lạy cả chó mèo và vì vậy hay bị cười đùa. Đệ tử của Tam giai giáo tu phép bố thí và vì thế, hay nhận được của bố thí. Nhờ vậy với thời gian, phái này có nhiều của cải, có nhiều phương tiện làm việc thiện xã hội. Họ tổ chức những hoạt động từ thiện, ban phát quần áo, thức ăn cho người nghèo khổ hay bỏ tiền sửa chữa chùa chiền, tổ chức nghi lễ.